# Funzione di ripartizione empirica

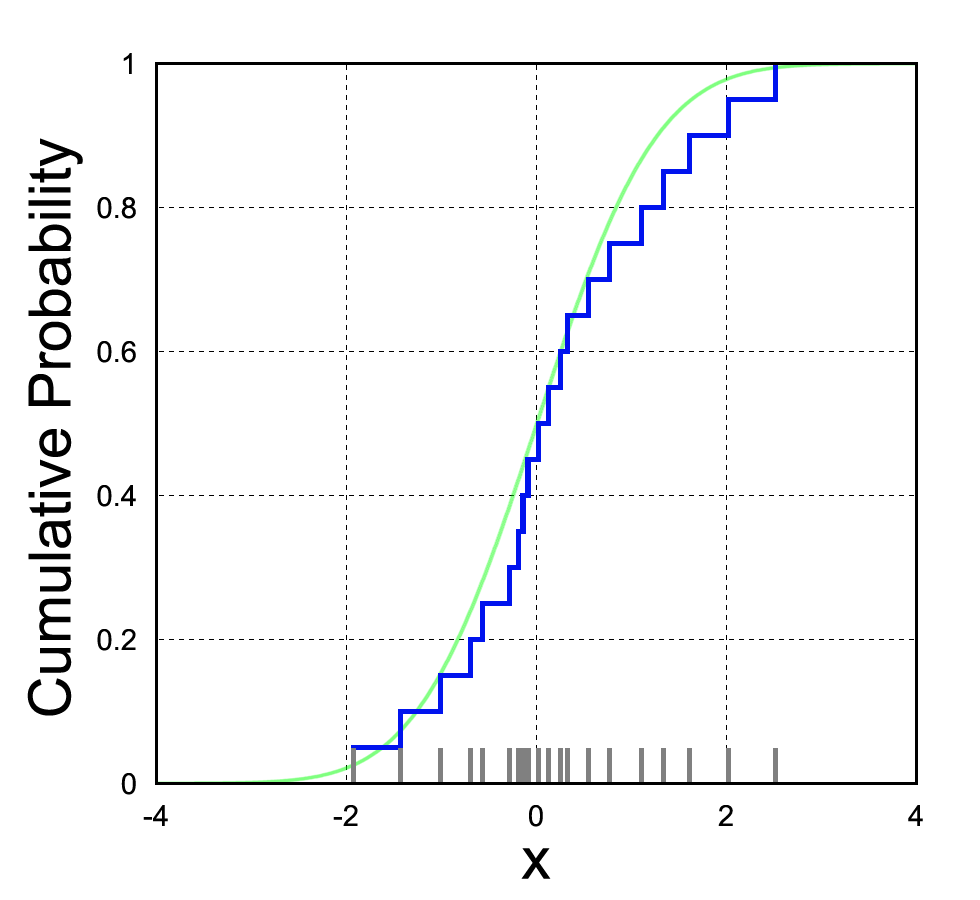
La linea verde identifica la funzione di ripartizione di una variabile casuale normale. La linea blu è la funzione di ripartizione empirica calcolata a partire dal campione normale indicato in grigio sull'asse X

In statistica e teoria della probabilità, la funzione di ripartizione empirica (o funzione cumulativa empirica o ECDF) è una funzione di variabile reale che rappresenta la funzione di ripartizione della misura empirica di un campione.
La funzione di ripartizione empirica è una stima della vera funzione di ripartizione che ha generato il campione e grazie al teorema di Glivenko-Cantelli è possibile affermare che essa converge per {\displaystyle n\to \infty } con probabilità 1 alla distribuzione del campione.

## Definizione
Siano {\displaystyle X_{1},X_{2},...,X_{n}} {\displaystyle n} variabili indipendenti e identicamente distribuite con la stessa funzione di ripartizione {\displaystyle F(x)}. Allora, la funzione di ripartizione empirica può essere scritta come:
{\displaystyle F_{n}(x)={1 \over n}\sum _{i=1}^{n}I_{[-\infty ,x]}(X_{i})}
dove {\displaystyle I_{[-\infty ,x]}(X_{i})} è la funzione indicatrice, uguale a 1 se {\displaystyle X_{i}\leq x} e uguale a 0 altrimenti. È possibile equivalentemente scriverla nella sua forma estesa come:
{\displaystyle F_{n}(x)={\begin{cases}0&x<X_{(1)}\\{\frac {k}{n}}&X_{(k)}<x<X_{(k+1)}\quad \forall k=1,2,...,n-1\\1&x>X_{(n)}\end{cases}}}
Da cui segue che
{\displaystyle nF_{n}(x)\sim {\text{Bin}}(n,F(x)).}

## Proprietà
La funzione di ripartizione empirica è uno stimatore corretto e consistente della funzione di ripartizione.